# Ceabanivka, Camenița
Ceabanivka (în ucraineană Чабанівка) este localitatea de reședință a comunei Ceabanivka din raionul Camenița, regiunea Hmelnîțkîi, Ucraina.

## Demografie
Componența lingvistică a localității Ceabanivka
     Ucraineană (98,78%)
     Rusă (1,07%)
     Alte limbi (0,15%)
Conform recensământului din 2001, majoritatea populației localității Ceabanivka era vorbitoare de ucraineană (98,78%), existând în minoritate și vorbitori de rusă (1,07%).